# Cirrus Logic

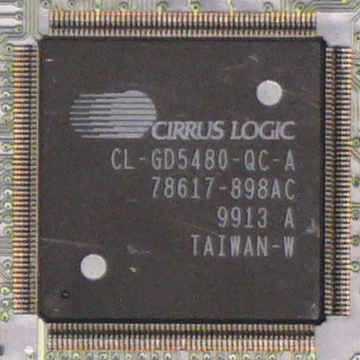
Cirrus Logic CL-GD5480

Cirrus Logic, Inc. – amerykańskie przedsiębiorstwo elektroniczne. Zostało założone w 1981 roku w Salt Lake City, Utah przez Suhasa Patila jako Patil Systems, Inc. Obecnie ma swoją siedzibę w Austin w stanie Teksas.
Zajmuje się tworzeniem układów scalonych – chipów do odtwarzaczy DVD i MP3. Specjalizuje się w tworzeniu podzespołów dźwiękowych oraz rozwiązań programowych do zastosowania w komunikacji mobilnej, rozrywce motoryzacyjnej i innych obszarach.